# Burlington (Wyoming)
Burlington is een plaats (town) in de Amerikaanse staat Wyoming, en valt bestuurlijk gezien onder Big Horn County.

## Demografie
Bij de volkstelling in 2000 werd het aantal inwoners vastgesteld op 250.
In 2006 is het aantal inwoners door het United States Census Bureau geschat op 249, een daling van 1 (-0,4%).

## Geografie
Volgens het United States Census Bureau beslaat de plaats een oppervlakte van
2,6 km², geheel bestaande uit land. Burlington ligt op ongeveer 1352 m boven zeeniveau.

## Plaatsen in de nabije omgeving
De onderstaande figuur toont nabijgelegen plaatsen in een straal van 52 km rond Burlington.